# Мария (Скобцова)
Монахиня Мари́я (известна как мать Мария (фр. Mère Marie), в миру Елизаве́та Ю́рьевна Скобцо́ва, в девичестве Пиленко, по первому мужу Кузьмина́-Карава́ева; 8 [20] декабря 1891, Рига — 31 марта 1945, Равенсбрюк, Германия) — монахиня Западноевропейского экзархата русской традиции Константинопольского патриархата. Русская поэтесса, мемуаристка, публицистка, общественный деятель, участница французского Сопротивления.
Канонизирована Константинопольским патриархатом как преподобномученица в январе 2004 года.

## Биография

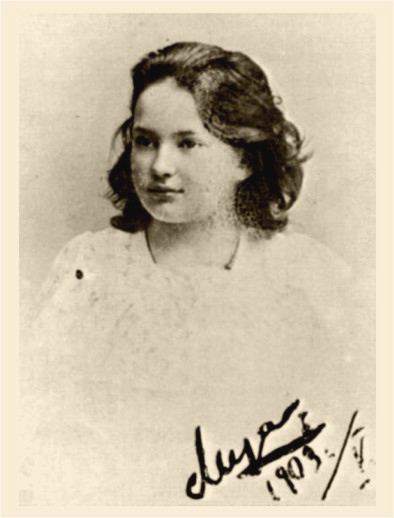
Лиза Пиленко в 1903 году

Елизавета Юрьевна Пиленко родилась 8 (20) декабря 1891 года в Риге в семье юриста Юрия Дмитриевича Пиленко (1857—1906) и Софии Борисовны (урожд. Делоне, 1862—1962). Дом № 21 по улице Элизабетес (арх. Э. Тромповский) сохранился, в 2011 году на нём установлена мемориальная доска.
27 декабря 1891 г. девочку окрестили в Рижском православном Христорождественском Соборе, при этом девочка чуть не захлебнулась в купели. Крёстными Елизаветы были её дед, отставной генерал и знаменитый винодел Д. В. Пиленко, и двоюродная бабушка, тётя мамы, в прошлом фрейлина великой княгини Елены Павловны Елизавета Александровна Яфимович (урождённая Дмитриева-Мамонова). Её бабушка дружила с обер-прокурором Священного Синода Константином Петровичем Победоносцевым, с которым подружилась и Лиза, бывая у бабушки в Петербурге, в квартире на Литейном проспекте. 27 октября 1893 г. у Лизы родился брат Дмитрий. Разросшаяся семья переехала в дом № 1 на бульваре Престолонаследника.
В 1895 году Юрий Пиленко вышел в отставку и переехал с семьёй в Анапу, где в шести верстах от города находилось имение Джемете с виноградниками, доставшееся ему после кончины его отца Дмитрия Васильевича Пиленко. В мае 1905 года за успехи в виноградарстве Ю. Д. Пиленко был назначен директором Императорского Никитского ботанического сада и училища садоводства и виноделия. Семья переехала в Ялту, где Лиза Пиленко закончила 4-й класс Ялтинской женской гимназии с наградой 2-й степени (на здании гимназии, ул. Войкова, 5, мемориальная доска).
Весной 1906 года Ю. Д. Пиленко был переведён на службу в Петербург, но выехать к месту назначения не успел — 17 июля он скоропостижно скончался в Анапе. Лиза была потрясена этой трагедией и, по её собственным словам, потеряла веру в Бога.
В августе 1906 года овдовевшая С. Б. Пиленко с двумя детьми (у Лизы был младший брат Дмитрий) переехала в Петербург. Лиза училась два года в частной гимназии Л. С. Таганцевой, затем перешла в гимназию М. Н. Стоюниной, которую закончила весной 1909 года с серебряной медалью и поступила на высшие Бестужевские курсы (философское отделение историко-филологического факультета). В феврале 1908 года познакомилась с А. Блоком, с которым у неё впоследствии завязались сложные отношения и длительная переписка.
19 февраля 1910 года Елизавета Пиленко вышла замуж за помощника присяжного поверенного Дмитрия Кузьмина-Караваева, бывшего большевика и близкого знакомого многих столичных литераторов, вместе с ним посещала собрания «на башне» Вяч. Иванова, заседания «Цеха поэтов», религиозно-философские собрания, общалась с Николаем Гумилёвым, Анной Ахматовой, Осипом Мандельштамом, Михаилом Лозинским.
Оставила Бестужевские курсы, не получив диплома, весной 1912 года издала первый сборник стихов «Скифские черепки», положительно встреченный критикой. Скоро Кузьмина-Караваева начала тяготиться атмосферой столичной эстетствующей элиты и уехала сначала на немецкий курорт Бад-Наухайм, а затем в Крым, где общалась с Алексеем Толстым, Максимилианом Волошиным, Аристархом Лентуловым.
Весной 1913 года оставила мужа (официально развод был оформлен только в конце 1916 года) и уехала из Петербурга в Анапу, сообщив в письме Блоку о разводе. 18 октября у Кузьминой-Караваевой родилась дочь, которой она дала имя Гаяна (греч. «земная»). Крёстным отцом Гаяны стал А. Н. Толстой. В начале 1914 года послала Блоку рукопись своей новой книги стихов «Дорога», которую он вернул с замечаниями на полях, однако сборник так и не был издан. Для Кузьминой-Караваевой наступило время душевного разлада, «перепутья», по её собственным словам. Она всё больше интересовалась религиозными вопросами, размышляла о цели и смысле жизни. В апреле 1915 года опубликовала философскую повесть «Юрали», стилизованную под Евангелие, а в апреле 1916 года — сборник стихов «Руфь», куда вошли многие стихи из неопубликованной «Дороги». В 1916 году пишет письма А. Блоку на фронт.

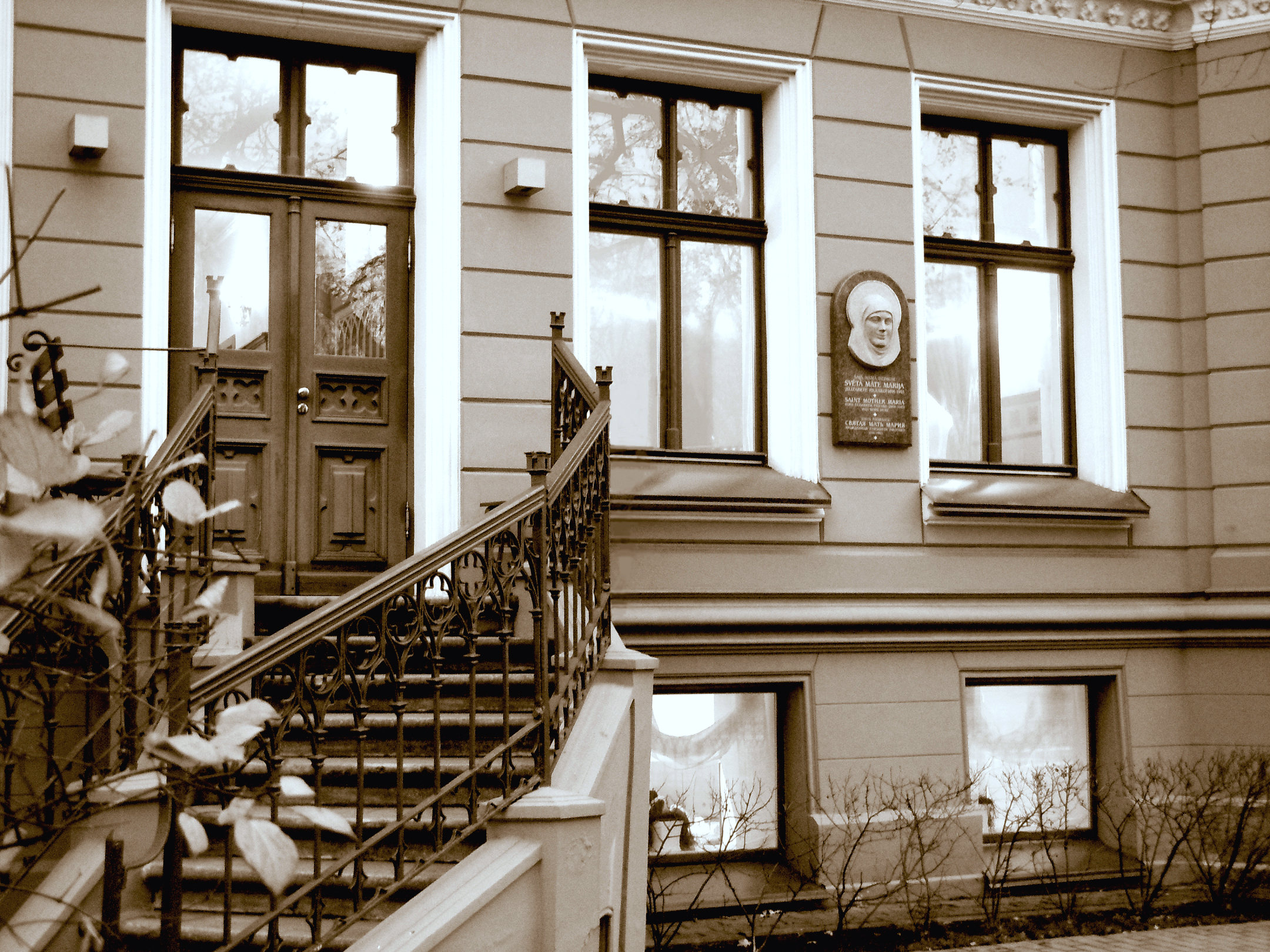
Мемориальная доска
Матери Марии.
Рига, дом Тизенгаузенов

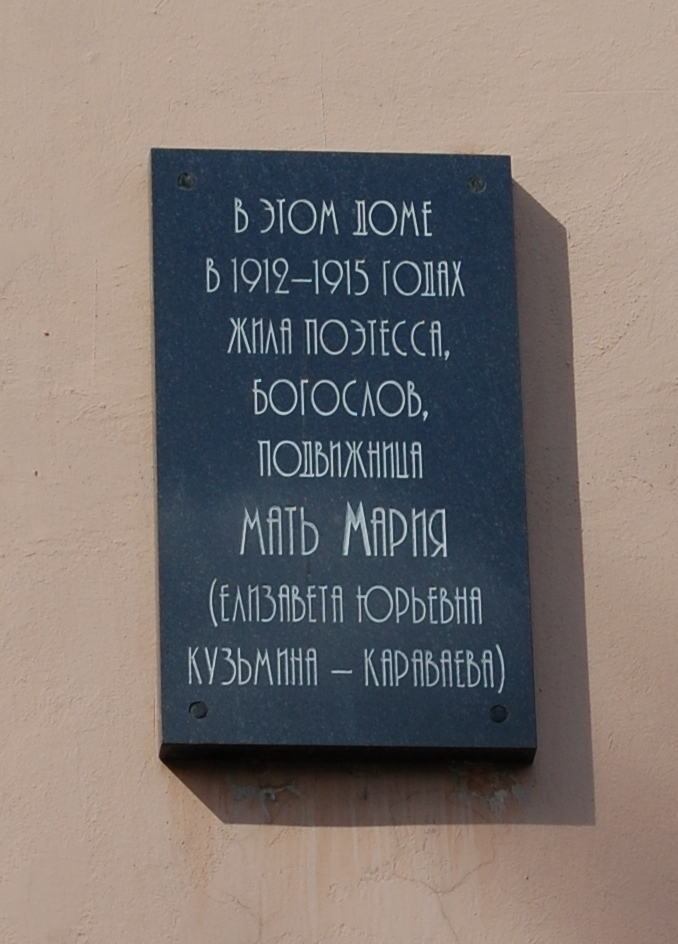
Памятная доска в Петербурге (Манежный переулок, д. 2)

Февральскую революцию Кузьмина-Караваева встретила с энтузиазмом и в марте 1917 года вступила в партию эсеров. Большую часть 1917 года провела в Анапе, была избрана заместителем городского головы, заведовала образованием и здравоохранением. В феврале 1918 года городской голова Н. И. Морев подал в отставку, и Елизавета была избрана на его место. Когда после короткого периода двоевластия большевики полностью взяли власть в городе, Кузьмина-Караваева, хотя и не разделяла большевистской идеологии, заняла должность комиссара по здравоохранению и народному образованию, стараясь защитить население от грабежа и террора. В мае 1918 года участвовала в съезде партии правых эсеров в Москве и вела подпольную антибольшевистскую работу, осенью вернулась в Анапу, где была арестована деникинской контрразведкой — ей грозила смертная казнь за «комиссарство» и участие в национализации частной собственности. 15 марта 1919 года её дело рассматривал краевой военно-окружной суд в Екатеринодаре, и только благодаря умело организованной защите подсудимая получила всего две недели ареста. В газете «Одесский листок» публикуется открытое письмо в защиту Кузьминой-Караваевой, которое подписано М. Волошиным, А. Толстым, Верой Инбер и др.
Летом 1919 года Кузьмина-Караваева вышла замуж за своего судью, Даниила Ермолаевича Скобцова, кубанского казачьего деятеля, бывшего некоторое время председателем Кубанской Краевой Рады. Весной 1920 года, после разгрома Белого движения на Кубани, Елизавета Скобцова с матерью С. Б. Пиленко и дочерью Гаяной эвакуировались из Новороссийска в Грузию, где у Елизаветы Юрьевны родился сын Юрий, затем вся семья Скобцовых перебралась в Константинополь, некоторое время жила в Сербии, где 4 декабря 1922 родилась дочь Анастасия, а в январе 1924 года переехала в Париж. Д. Е. Скобцов вёл работу среди казаков-эмигрантов в «Общеказачьем доме».
В 1924—1925 годах Елизавета Скобцова опубликовала в эмигрантских журналах повести «Равнина русская» и «Клим Семёнович Барынькин», описывавшие трагедию Гражданской войны, автобиографические очерки «Как я была городским головой» и «Друг моего детства», а также мемуарно-философское эссе «Последние римляне».
7 марта 1926 года в Пастеровском институте умерла от менингита её младшая дочь Анастасия. Потрясённая горем, Елизавета Скобцова почувствовала духовное перерождение и открыла для себя новый смысл жизни в служении людям во имя Бога.

## Монашество
С 1927 года она стала активным деятелем Русского студенческого христианского движения (РСХД), в качестве разъездного секретаря путешествовала по Франции, посещая русские эмигрантские общины, выступала с лекциями, докладами, публиковала заметки о тяжёлой жизни эмигрантов. Заочно окончила Свято-Сергиевский православный богословский институт в Париже. Скобцова принимала участие в съездах РСХД, выступала в Кружке по изучению России, принимала участие в семинаре под руководством Н. А. Бердяева. В 1930 году читала доклад в РСХД «Работа с молодёжью» и была назначена разъездным секретарём Движения. В 1931 году её дочь Анастасия была перезахоронена на другом кладбище, что стало для Скобцовой окончательным поводом принять решение о принятии монашества. Она получила церковный развод с супругом, гражданского развода не добивалась и официально они оставались супругами до конца жизни.
16 марта 1932 года в церкви Свято-Сергиевского православного богословского института приняла от митрополита Евлогия (Георгиевского) монашеский постриг, получив имя Мария в честь святой Марии Египетской, и по благословению духовного отца протоиерея Сергия Булгакова начала своё нетрадиционное монашеское служение в миру, посвятив себя благотворительной и проповеднической деятельности.
Избрана в правление Союза русских безработных в Париже. Посещала Прибалтику, Финляндию, возможно, Валаам. Организовала в Париже общежитие для одиноких женщин (Париж, Вилла де Сакс, дом 9). Здесь проходили заседания Лиги православной культуры, служил литургию о. Сергий Булгаков, работали богословские курсы, число слушателей — 56 человек. В 1934 году общежитие переезжает в дом на улице Лурмель, 77. Затем арендует помещение, где размещается дом отдыха для выздоравливающих туберкулезных больных в Нуази-ле-Гран под Парижем, причем большую часть работы там делала сама: ходила на рынок, убирала, готовила пищу, расписывала домовые церкви, вышивала для них иконы и плащаницы. В этом санатории скончался Константин Бальмонт в 1942 году, здесь же в 1962 году умерла её мать, С. Б. Пиленко, и дожил до смерти супруг Скобцовой, после войны получивший статус политического эмигранта по Нансеновской конвенции.
При общежитии на улице Лурмель была устроена церковь Покрова Пресвятой Богородицы и курсы псаломщиков, а с зимы 1936—1937 — миссионерские курсы. 27 сентября 1935 года по инициативе монахини Марии было создано благотворительное и культурно-просветительское общество «Православное дело», куда вошли Николай Бердяев, Сергей Булгаков, Георгий Федотов, Константин Мочульский.
В июле 1935 года старшая дочь Марии (Скобцовой) Гаяна уехала в СССР и 30 июля 1936 года скоропостижно умерла в Москве, предположительно, от брюшного тифа, похоронена на Преображенском кладбище. Супругом Гаяны был Георгий Мелия (замужество дало ей возможность уехать в СССР).
В 1936 году монахиню Марию избирают членом Совета РСХД. На ул. Лурмель работает религиозно-философская академия, которой руководит Бердяев. Там проводятся собрания, затрагивающие актуальные современные темы («Русская мысль и расизм», 1938 год, «Война и эсхатология», 1940 год). Монахиня Мария постоянно выступала с докладами, публиковала богословские и остро-социальные статьи, в пятнадцатую годовщину смерти Александра Блока напечатала в журнале «Современные записки» мемуарный очерк «Встречи с Блоком». Несмотря на невероятную занятость, много времени уделяла поэзии — в 1937 году в Берлине вышел её сборник «Стихи», в конце 1930-х — начале 1940-х годов она написала стихотворные пьесы-мистерии «Анна», «Семь чаш» и в 1942 году — «Солдаты». Стала членом Комитета помощи русским душевнобольным, посещала психиатрические лечебницы.

## Оккупация Парижа

Мемориальная доска на доме, где родилась Елизавета Пиленко.
Рига, улица Элизабетес, 21

Во время нацистской оккупации Парижа общежитие монахини Марии на улице Лурмель стало одним из штабов Сопротивления. В 1940 году открывает в своём пансионате ларёк, где продаёт недорогие продукты. После разорения немцами русской общественной Тургеневской библиотеки, архив И. А. Бунина был перевезён в общежитие монахини Марии. Архив удалось сберечь, и Бунину вернули его в 1945 году. В 1941 году монахиня Мария организовала на ул. Лурмель приём посылок, которые отправляли в Компьень заключённым. Заканчивает поэму «Духов день».
В июле 1942 года, когда нацисты проводили массовые аресты евреев в Париже и сгоняли их на зимний велодром для последующей отправки в Освенцим, монахине Марии удалось тайно вывезти оттуда четырёх еврейских детей в мусорных контейнерах. Дома на Лурмель и в Нуази-ле-Гран стали убежищами для евреев и военнопленных, м. Мария и о. Димитрий Клепинин также выдавали евреям фиктивные свидетельства о крещении, которые иногда помогали.
8 февраля 1943 года гестаповцы арестовали её сына Юрия, а на следующий день и саму Марию, которую сначала держали в тюрьме форта Роменвиль, а затем отправили в концлагерь Равенсбрюк. С нею арестован и отец Дмитрий Клепинин, служивший в храме на ул. Лурмель. 6 февраля 1944 года Юрий Скобцов погиб в концлагере Дора-Миттельбау («филиал» Бухенвальда), там же скончался и Д. Клепинин от воспаления лёгких. Согласно легенде, монахиня Мария добровольно заменила собой молодую женщину, надев платье с её номером, и была казнена в газовой камере Равенсбрюка 31 марта 1945 года, за неделю до освобождения лагеря Красной армией.

## Оценки и канонизация
В 1985 году мемориальным центром Яд Вашем матери Марии посмертно было присвоено звание «Праведник мира».
7 мая 1985 года указом Президиума Верховного Совета СССР награждена Орденом Отечественной войны II степени (посмертно)
В 1992 году на экуменическом съезде во Франции, организованном общиной протестантских сестёр, было составлено и послано Патриарху Московскому Алексию II прошение о прославлении Марии (Скобцовой) и её сподвижников, подписанное православными, протестантскими и католическими богословами.
16 января 2004 года канонизирована Константинопольским патриархатом как преподобномученица. Вместе с ней были канонизированы её сын Юрий Скобцов, священник Димитрий Клепинин и Илья Фондаминский. В консервативных кругах Русской Православной Церкви канонизация вызвала неодобрительные отзывы
Во время торжественного чина прославления новоканонизированных святых 1—2 мая 2004 года в Александро-Невском соборе в Париже в богослужениях участвовали христиане разных конфессий. Архиепископ Парижа кардинал Жан-Мари Люстиже сказал, что Католическая Церковь тоже будет почитать этих мучеников как святых и покровителей Франции.
31 марта 2016 года в Париже состоялась церемония открытия улицы Марии (Скобцовой). Новая улица примыкает к улице Лурмель в XV округе, где размещалось объединение «Православное дело».
Популяризацией трудов и наследия Марии (Скобцовой) занимается Ксения Кривошеина, написавшая о ней несколько книг и множество статей. Также она создала сайт.

## В искусстве
- В романе Алексея Толстого «Хождение по мукам» петербургский период её жизни послужил прообразом Елизаветы Киевны.
- Её судьбе посвящён фильм 1982 года «Мать Мария» с Людмилой Касаткиной в главной роли.
- Кривошеина Н. А.. Мать Мария - Воспоминания о ГУЛАГе и их авторы. vgulage.name. Дата обращения: 22 июля 2025. / послесл. И. А. Кривошеина. — Paris : YMCA-Press, 1984. — 282 c. : ил. — (Всероссийская мемуарная библиотека. Наше недавнее; вып. 2)
- Кривошеина Н. А. «…И вот я умерла»: Жизнь и судьба матери Марии (Скобцовой). magazines.gorky.media. Дата обращения: 22 июля 2025. // Новый журнал. — 2008. — № 253

## Сочинения
- Кузьмина-Караваева. Е. «Скифские черепки». СПБ, «Цех поэтов», 1912
- Кузьмина-Караваева Е. (Мать Мария) Жатва духа. — СПб.: Искусство-СПБ, 2004. ISBN 5-210-01543-2 Составление, подготовка текстов, примечания — А. Н. Шустов
- Кузьмина-Караваева Е. Ю. Как я была городским головой. mere-marie.com. Дата обращения: 22 июля 2025. // Воля России. — 1925. — № 4. — С.63 — 80; № 5. — С.68 — 88.
- Монахиня Мария (Скобцова). Стихи // Берлин: Петрополис, 1937
- Кузьмина-Караваева Е. Ю. Равнина русская — СПб.: Искусство—СПб, 2001 — ISBN 5-210-01541-6; Составление, вступительная статья, примечания — Шустов А. Н.
- Мать Мария (Скобцова). Настоящее и будущее церкви. Что такое церковность. mere-marie.com. Дата обращения: 22 июля 2025.,  К.: Quo vadis, — 2010. — 252 с.
- Мать Мария (Скобцова; Кузьминина-Караваева Е. Ю.) Красота спасающая: живопись, графика, вышивка — СПб.: Искусство-СПБ, 2004. ISBN 5-210-01573-4 Составитель и автор Ксения Кривошеина, предисловие митрополита Смоленского Кирилла (ныне Патриарх Московский и всея Руси) послесловие проф. Жоржа Нива (Франция); примечания, летопись жизни матери Марии — Шустов А. Н.
- Собрание сочинений: В 5 кн. / [Сост.: Т. В. Викторова, Н. А. Струве; примеч. и вступ. ст.: Н. В. Ликвинцева] — Paris, Москва: YMCA-Press; Русский путь; Книжница, 2012.
- Мать Мария (Скобцова) Эссе — Тюмень: Русская неделя, 2018—252 с.
- См. также Библиография до 2000 г. mere-marie.com. Дата обращения: 22 июля 2025.